# ポルシェ・ボクスター

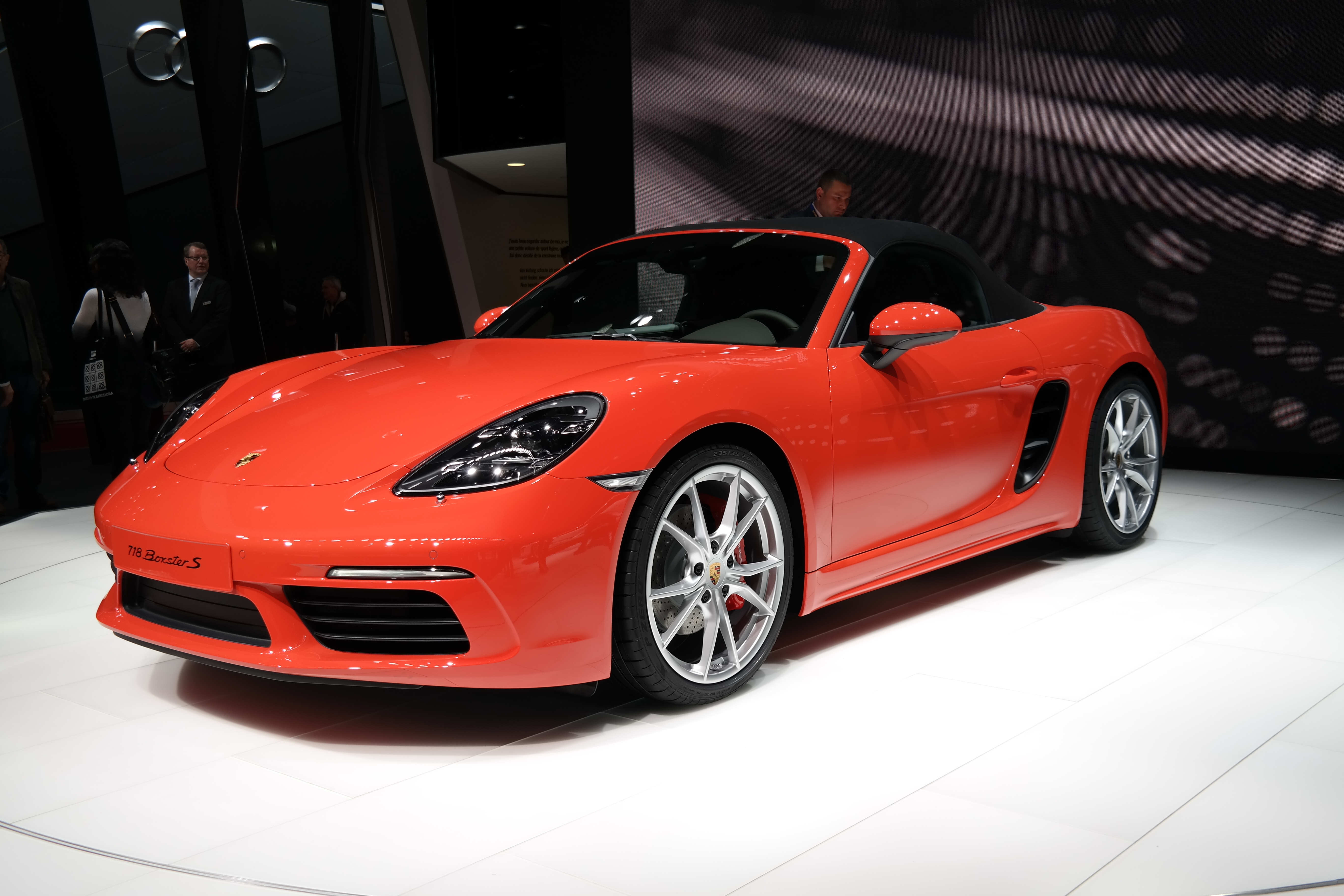
Porsche 718 Boxster S

ボクスター（Boxster）は、ドイツの自動車メーカーポルシェが製造、販売するロードスターである。

## 概要
価格帯や搭載されるエンジン、そして911に配慮して抑えられたエンジン出力により、ポルシェにおけるエントリーモデルとしての性格が与えられている。968の後継車ではあるが、フロントエンジン方式をやめ、914以来のミッドシップレイアウトを採用している。名前の由来は水平対向エンジンを表す「ボクサー」（Boxer）と、オープンカーを表す「ロードスター」（Roadster）を掛け合わせた造語。
2005年にはドイツの国際的第三者試験認証機関TüV（Technischer Überwachungsverein：技術検査協会、テュフ）が発行した自動車に関するテストレポートにおいて故障率2.6%と最も故障が少ない車として認められた。ボクスターと同じ車齢2〜3年のグループではマツダ・デミオ（故障率2.8%）が2位、アウディ・A4（故障率3.2%）が3位にランクインしている。
なお日本においては、ボクスターは996型911と共に、1998年に設立されたポルシェの日本法人であるポルシェジャパンが初めて取り扱った車種である。

## 初代 986型（1996年 - 2004年）

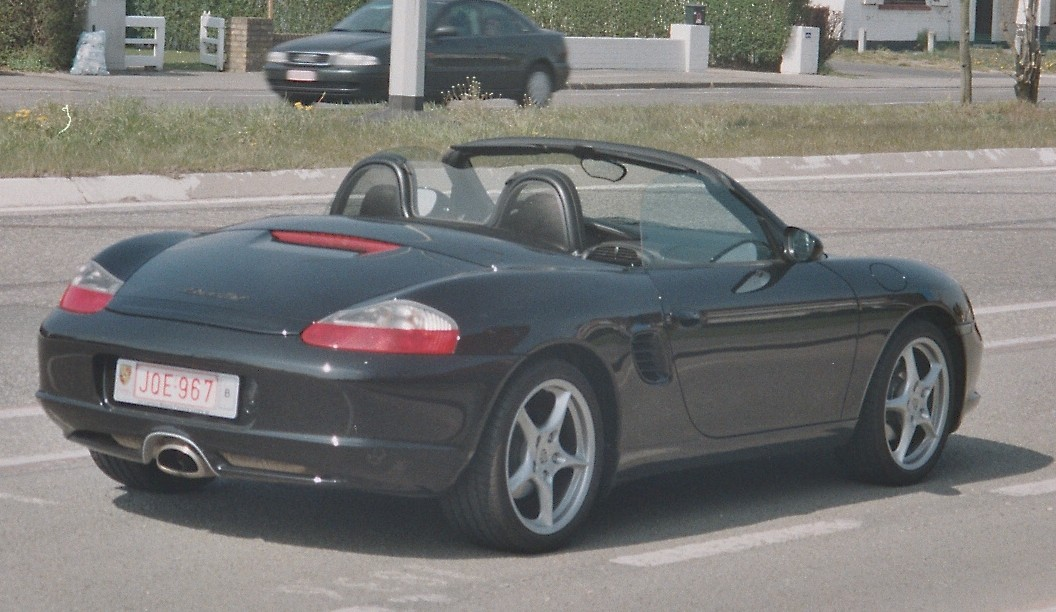
986型（2002年モデル）

1993年のデトロイトオートショーで発表されたコンセプトカー、プロトタイプボクスターの市販車として1996年に登場した。996型911と共通部品が多く、部品番号が「996○○…」となっている部品が多数存在する。Aピラーより前方は996型と共用化が図られ、フロントのストラット式サスペンション構造は996型と全く同じである。しかし、996型比で全幅は+10mm、全長と全高は-15mm、ホイールベースは+65mmと車体サイズは大きく異なる。
ボディーの捻れ剛性はソフトトップを開けた状態で11,000Nm/deg、ソフトトップを閉じた状態で12,500Nm/degであり、993型の911カブリオレと比べて1.55倍も高くなっているが、車両重量は996型911カレラよりも110kg軽い1,270kgにおさえている。また、ソフトトップを閉じた状態でCd値0.31と優秀な空気抵抗係数を達成している。リアトランクの後ろには電動式リアスポイラーが装備され120km/h以上で立ち上がり空気抵抗を4%、リアアクスルのリフトを31%低減する。スポイラーは80km/h以下で格納されるが、運転席側の足元にあるスイッチで手動操作も可能。プラスチック製のアンダーボディパネルは空気抵抗を10%低減し、リアのリフトを33%も減らす働きをする。

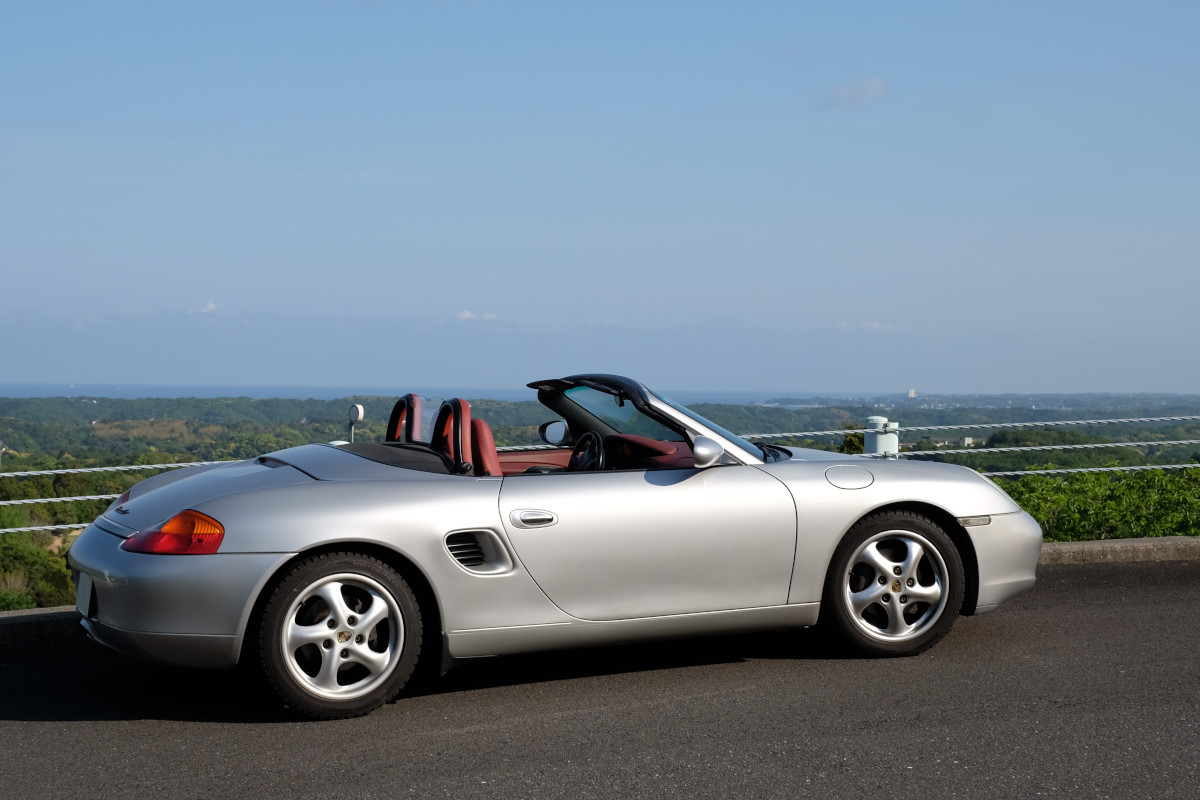
986型（1997年モデル）

トランクは前後に備わっており、容量は合計260L（フロント／リア共130L）。スペアタイヤと車載工具、CDチェンジャーはフロントトランクに収納されている。ビニール製リアウインドウのソフトトップは12秒で格納・展開を行なう電動式だが、ロック操作のみ手動。
潤滑はドライサンプだが、インテグレーテッドドライサンプと呼ばれる方式を採用。エンジン外部の独立オイルタンクを持たず、通常のオイルパンの位置にオイルリザーバータンクを配置している。またエンジンの回転数に応じてツインフロー可変インテークマニホールドのフラップが開閉される2ステージ・レゾナンスインテークシステムを搭載。低重心の水平対向6気筒エンジンを搭載し、ボディ下部はカバーされ完全なフラット状態を作り上げている。
M96エンジンの初期型ではインターメディエイトシャフトのベアリング等の交換が必要になる。またクランクケースおよびシリンダの剛性に問題があることと、一部のシリンダーの潤滑と冷却が悪いことから早期にシリンダおよびピストンの交換が必要となる場合があることが知られている。

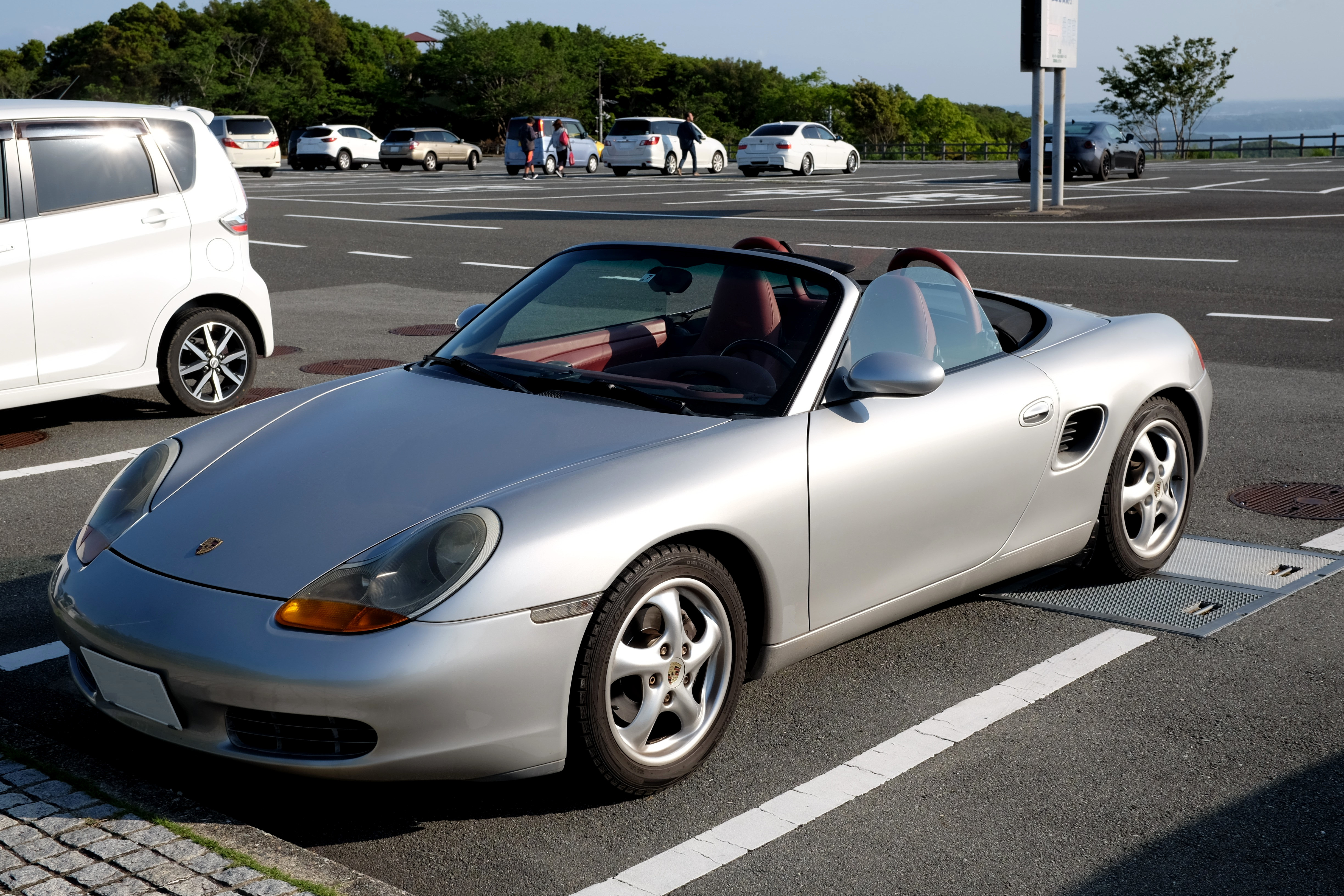
Porsche Boster Type 986 2.5 1997

### 年表
1996年
発売。2,480cc 204PSエンジンのボクスターのみのラインナップ。最高速240km/h。ポルシェ・968から引き続き可変バルブタイミング機構バリオカムを採用している。
グレードはベーシック、コンフォート、スポーツの3種類をラインナップ。スポーツグレードにはトラクションコントロールのオフスイッチとスポーツサスペンションが設定されていた。1997年式のスポーツグレードはティプトロニックSで725万円であり、2000年式のボクスターSよりも高額であった。ベーシックグレードに標準装着されたタイヤとホイールサイズは、フロント205/55ZR16、リヤ225/50ZR16であった。LSDの設定は986モデルではなく、デフオイルはトランスミッションオイルと共用されている。デュアルエアバッグ、衝撃吸収ドアパネルで構成される側面衝突プロテクションシステム、ABSを標準装着。
1997年
人気の高まりにより生産が追いつかなくなり、フィンランドの独立系メーカーであるヴァルメト・オートモーティブでの組み立てが始まった。フィンランド国内で組み立てられたボクスターは合計で10万9,213台である。
2000年
標準車のボクスターのエンジンは、ストロークが72mmから78mmになり、排気量は2,687ccに拡大。最高出力は220PSとなった。2ステージ式共鳴吸気システムが採用され、これにより4,200rpm以下のトルクカーブが2.5Lユニットに比べはるかに豊かになった。エンジンマネジメントシステムは2.5Lユニットのボッシュ・モトロニックM5.2.2からモトロニックME7.2となり、電子制御スロットル、トルクベース制御が採用された。燃料タンクは58Lから64Lに増量された。重量は30kg重くなった。
標準シートにアルカンタラ、インテリアにアルミ風樹脂製パーツを採用するなど内装の質感アップが図られた。その他、新しい3本スポークステアリング、助手席シートのハイト調整機構、照明付きバニティミラーも装備された。安全面ではPOSIP（サイドエアバッグ）が標準装備された。
3,179ccエンジン（252PS・31.1kg-m）と6速トランスミッションを積むボクスターSが追加設定された。重量は1,370kg。
2001年
シフトレバーとドアオープナーがアルミタイプに変更され、インテリア照明のLED化、メーター内ディスプレイの大型化、ベーシックモデルのソフトトップにもルーフライニング追加、ワイヤー式だった前後トランクオープナースイッチが電気式になるなどさらなる変更を受けている。
エンジンでは2.7L、3.2Lともに、騒音低減のためクランクシャフトとインターミディエイトシャフトを結ぶダブルローラーチェーンが、サイレントチェーンに変更された。排気系では、Euro3排ガス規制対応するため、車載診断システムEOBDと新型触媒コンバータが装着された。足回りでは、ポルシェ・スタビリティ・マネジメント（PSM）がオプションとして用意された。
2002年
メーカーオプションとしてBOSEサウンドシステムが用意された。911ターボと911ターボS、カイエンターボに標準装備されていたこのシステムの内容は、カスタム・イコライゼーション回路内蔵6チャンネルデジタルアンプ、スピーカーの増設（ダッシュボードに3.5inミッドレンジスピーカー×2、2inツイーター、左右ドアパネル：4.5inローミッドレンジスピーカー内蔵5リッターポート付きエンクロージャー、シート後方部：5.25inウーファー×2、2.5inミッドレンジスピーカー内蔵11リッターポート付きエンクロージャー）、ノイズ補正デパイス“AUDIOPILOT”などがあった。なおBOSEサウンドシステムは工場組立てラインで装着することを前提に開発されているため、アフターパーツとしての販売はされていない。
その他、サプライヤー企業の開発で燃料フィルター・レギュレーターが燃料ポンプに一体化されて燃料タンクに収まったことにより、燃料系統のリターンラインと床下の燃料フィルターが廃止された。
2003年
大幅なマイナーチェンジを受けた986最終モデルが登場。エンジンでは、カムシャフト回転角を最大40度まで無段階調整ができるようになった新型のバリオカムを採用し、ボクスター、ボクスターSともに8PSアップ。インターミディエイトシャフトと吸気側と排気側カムシャフトが1本のタイミングチェーンで駆動されるようになり、カムシャフト駆動機構がシンプル化された。また、シリンダーライナー下端にバイパスチャネルも設置され、クランクケース内で燃焼ガスが循環しやすくなり、ピストンの往復運動によるポンピングロスが減少した。
ソフトトップが改良され、リアウィンドウがビニールから熱線入り安全ガラス製に替わり、ソフトトップの骨組みも（天井部骨組みが1本追加された）変更された。新デザインの17インチアルミホイール（ボクスターSに標準装備）は、トータルで2kg以上軽量化され、さらにオプションの18インチホイールは4本合計で10kg以上もの軽量化を果たしている。
前後バンパーの形状変更、ウインカーのクリアレンズ化、マフラー形状の変更など、エクステリアの変更も多い。ユーティリティではエアコン操作部に引き出し式ドリンクホルダーが装着され、助手席エアバッグ下に容量5リットルのグローブボックスが装着された。

### 特別仕様車

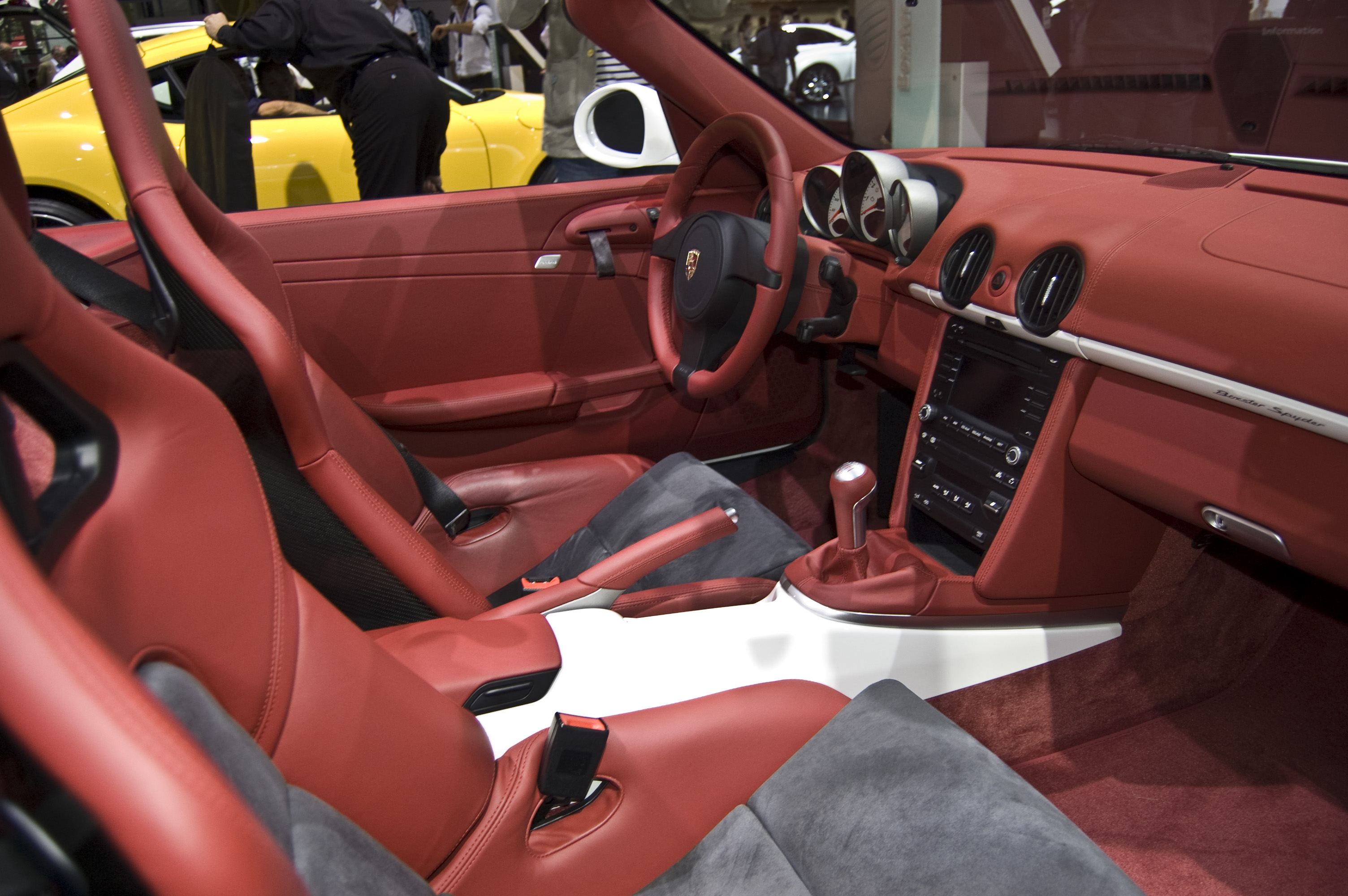
ボクスタースパイダーの室内

ボクスター エクスクルーシブ
2003年に日本限定で発売された50台限定車。2002年の第35回東京モーターショーで展示された特別装備車同様、エクスクルーシブオプションを装着したモデル。車体色はスピードイエローのみのラインナップとされ、17インチのスポーツクラシックホイールのスポークやロールバーも同色に塗装されている。専用装備としてスピードスターリアカバー、“Boxster Exclusive”のロゴ入りドアエントリーガードを装着。5速MT622万円、5速ティプトロニックS682万円。
ボクスターS 550スパイダーエディション
550スパイダーのデビュー50周年を記念した限定車として2003年発売。カレラGTと同じGTシルバーメタリックのボディカラー、専用色のココアブラウンのソフトトップと内装を合わせたシックな装いになっている。ボクスターSの3,179cc水平対向6気筒エンジンをベースとし266PS/6,200rpm、31.6kgm/4,600rpmまでパワーアップ。これにより、最高速はボクスターSの264km/hから266km/hへと向上している。
MTのシフトストロークを15%短縮、サスペンションの見直しによる10mmローダウン、スタビライザーの強化、大径ドリルドローターと4ピストン内蔵アルミ製モノブロックキャリパーによるブレーキ強化、18インチのカレラホイールなどのチューニングが施されている。内外装には、シート・ヒーター内蔵のスポーツシートや本革巻き3本スポーク・ステアリングホイール、ダイナミック・レベライザーとヘッドライト・クリーニング・システムを一体化したリトロニック・ヘッドライトが採用された。550スパイダーの1953年デビューにちなんで1,953台が生産され、日本には61台導入された。6速MT733万円、5速ティプトロニックS793万円。

## 2代目 987型（2004年 - 2012年）

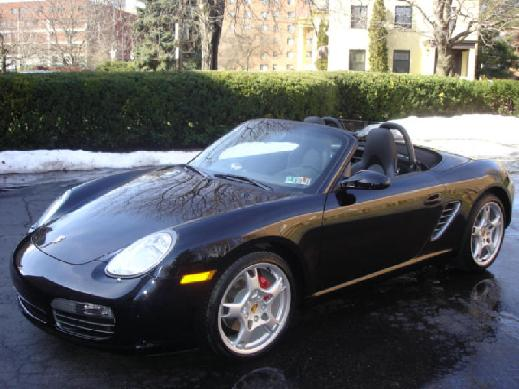
987型（2005年モデル）

2004年秋のパリサロンで発表された第二世代ボクスター。997型911と並行して開発され、部品点数にして50%〜55%を997型と共有しており、シャシーは986型と同じ。ヘッドライトは986型のような涙目型ではなく、911（997型）とカレラGTの中間のようなやや尖った楕円形に変更された。フルモデルチェンジによりボディ剛性や足回り、内外装、全てにおいて先代986型を凌ぐ実力を有している。987型のボクスターは、2005年に発売されたケイマンのベースとなった。側面の空気取り入れ口はデザイン上は拡大されているが実効サイズとしては986型と不変であり、右側は電動ファン経由でエンジンルームの換気に使用され、左側はエンジン本体の吸気用である。フロントサスペンションには新設計のクロスバーが装着され、リアサスペンションは軽量化と横剛性の向上が図られた。トレッドも24mmから35mm拡大（仕様による）された。また50km/hまでなら走行中でも電動ソフトトップの開閉が行えるようになった（ただしロック操作は依然として手動）。
PSM（ポルシェ・スタビリティ・マネージメントシステム）と呼ばれる横滑り防止システムが986ではオプション設定であったが、987では標準装備になった。このシステムは手動でオンとオフができ、またスポーツクロノシステムを装備すれば、その作動基準を引き上げることができるようになった。PSMとは、走行中に危険な状況になった場合に車の姿勢を安定させるシステムで、コンピュータが自動車の進行方向、車速、ヨーレート、横Gなどを常に計測し、オーバーステアもしくはアンダーステアが発生すると、PSMは4輪個別にブレーキをかけて本来の走行ラインに戻すように作用する。
さらに、PASM（ポルシェ・アクティブ・サスペンション・マネージメント）をオプションで追加が可能。このシステムは、加速度や操舵角、車速やエンジン出力などをパラメーターにコンピューター制御でショックアブソーバーの減衰力を5段階に自動調整するシステム。ノーマルとスポーツの2モードを選べ、それぞれのモードの中で減衰力を無段階に四輪独立で制御する。一般的なアクティブサスペンションというよりは、アクティブダンパーのような動作となり高速走行性のみならず、市街地での乗り心地を大幅に改善した。
スポーツクロノパッケージはノーマルとスポーツにより、2種類の専用のスロットル制御マップを変更し、エンジンレスポンスを飛躍的に向上させるとともに、PASMの作動基準を引き上げ、ダンパーを大幅に硬くセッティングするシステム。また、ダッシュボード上に1/100秒までタイム計測が可能なアナログメーターとデジタルメーターが一体になったディスプレイが追加される。
2006年11月22日には生産台数が20万台に到達。20万台目の車両は、メテオグレーメタリックのボクスターSで、米国へ輸出された。ボクスターSの米国での価格は547000ドルに設定されていた。

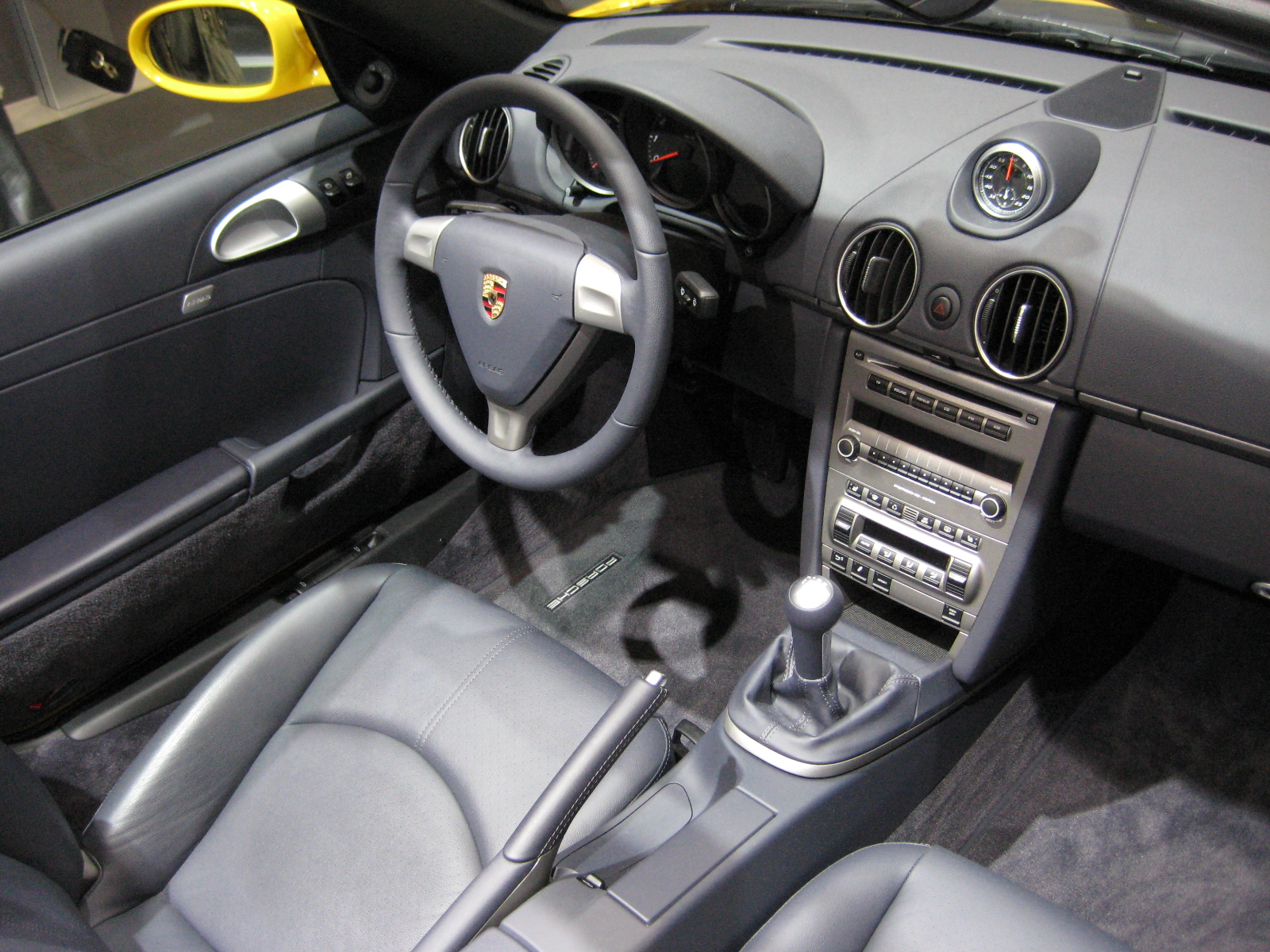
987ボクスターのコックピット

### 年表
2004年
987型発売。986型とほぼ同等のサイズ（全長で10mm、全幅で20mmの拡大）、また同様のラインナップながら、ボクスターの2,687ccは12PS、ボクスターSの3,179ccは20PSのパワーアップがなされている。トランスミッションはボクスターSが6速MT、ボクスターが5速MTという設定であったが、ボクスターにもオプションとして6速MTが設定された。タイヤサイズはボクスターも17インチが標準となりフロント205/55-17、リヤ235/50-17が装着された。ボクスターSには18インチのみとなりフロント235/40-18、リヤ265/40-18が設定された。ケイマンに設定された19インチは設定されない。ボクスターSではブレーキディスクにセラミック複合材を用いたPCCB（ポルシェセラミックコンポジットブレーキ）をオプションで追加が可能になった。
2007年
ボクスター、ボクスターSは可変バルブシステムと可変バルブリフトシステムを一体化したバリオカムプラスに進化。2,687ccは245PSに、またボクスターSはケイマンSと同じ3,436cc295PSエンジンを搭載した。0〜100km/h加速は5.4秒、最高速275km/h。限定発売されたRS60スパイダーや、ポルシェデザインエディション2では303PSに至った。ポルシェはその設計性能に見合った条件で各社にパーツを作らせ、その中から選別をして毎年パーツや車両を改良するモデルイヤー制を用いているが、ほぼ全ての車はブレーキがブレンボ、サスペンションはビルシュタイン、ホイールはBBS、シートはレカロ、トランスミッションはゲトラグ、アイシン（ただしアイシン6速はポルシェの設計）となっている。
2008年
11月19日、ロサンゼルスモーターショーにてマイナーチェンジを発表。エンジンが新型になり、排気量ではスタンダードのボクスターが2,892ccに引き上げられ最高出力が10PSアップ。ボクスターSは3,436ccのままだが15PSアップした。ヘッドランプのロービームがHID化された。またテールライトはLEDに変わり、フォグランプやバンパー、ホイールなどのデザインも変更。また、ATモデルでは従来のティプトロニックSからデュアルクラッチトランスミッションのPDKが新たに採用され、クラリオン製カーナビゲーションが標準装備されることになった。オプションで機械式LSD装着も選択できるようになった。

### 特別仕様車
ボクスター RS60スパイダー
ポルシェ・718RS60スパイダーをモチーフにした987型ボクスターSの限定モデル。2007年12月のボローニャモーターショーで発表され、限定数1,960台の内37台が日本に導入された。車体色はGTシルバーメタリックの1色のみだが、カレラレッドのナチュラルレザーインテリアとレッドのソフトトップ、またはダークグレー・ナチュラルレザーインテリアとブラックソフトトップが選択できた。
専用のエグゾーストシステムとデュアルテールパイプにより、最高出力は303PSまで向上。また、ポルシェ・アクティブサスペンション・マネージメントシステム（PASM）とポルシェスポーツデザイン製19inホイールにより、足周りの装備も充実している。日本仕様ではバイキセノンヘッドライトシステムとシートヒーター、フルオートエアコンディショナーを標準装備。6速MT872万円、5速ティプトロニックS914万円。
ボクスターS ポルシェデザインエディション2
ケイマンS ポルシェデザインエディション1とボクスターRS60スパイダーの反響を受けて2008年に誕生した、987型ボクスターSの限定モデル。限定数500台の内10台が日本に導入された。キャララホワイトの車体には、グレーのストライプがサイドに入れられる。ルーフやレザーパーツには全体をクラシックな雰囲気に仕上げるストーングレーとブラックが設定されていた。
RS60スパイダーと同じく最高出力は303PSまで高められ、19inスタースポークホイール、サイドエアインテーク、センターコンソール、レッドテールライト、ホワイトの3連丸型メーターが装着されている。日本仕様ではバイキセノンヘッドライトシステムとシートヒーター、スポーツクロノパッケージ、ポルシェ・アクティブサスペンション・マネージメントシステム（PASM）を標準装備。
ホワイトのレブカウンターとスピードメーターをモチーフとしたオリジナルウォッチ「ポルシェ ボクスターS ポルシェデザインエディション2 クロノグラフ」がアクセサリーとしてセットされていた。5速ティプトロニックS1,056万円。
ボクスタースパイダー
2009年12月のロサンゼルスモーターショーで発表されたボクスターの上位モデル。ボクスタースパイダーはオープン走行を大前提に開発されたモデルで、軽量化、パワー、そして高効率を追求したポルシェのスポーツカーの伝統を最もピュアな形に具現化したオープンカーとしてデビューした。2010年2月にヨーロッパ市場から導入が開始され、日本では2010年秋からの導入となる。限定モデルであった550スパイダーエディションやRS60スパイダーとは違い、ボクスタースパイダーは通常モデルとしてラインナップされた。
低く抑えられたフロントウインドスクリーンとサイドウインドウ、ワンピースのリアリッドの2つの大きな隆起が、カレラGTのシルエットを彷彿させる。また、簡易的構造のソフトトップになっていることもボクスタースパイダーの特徴である。
ボクスタースパイダーには、ダイレクト・フューエル・インジェクション方式の3,436cc水平対向6気筒エンジンが搭載され、最高出力はケイマンSと同じく320PSとなっている。パワー・トゥ・ウェイト・レシオ（MT）は3.98kg/PS。また、ボクスターS以上の低重心化（ボクスターS比-25mm）と軽量化（ボクスターS比-115kg：MT）、完全新設計のスポーツサスペンション（ボクスターS比-20mm）が与えられ、走行性能も大幅に上がっている。
PDKおよびスポーツクロノパッケージを装備したボクスタースパイダーの場合、ローンチコントロールを使用した0-100km/h加速は4.8秒。またPDK仕様車のNEDC（新ヨーロッパ走行サイクル）による燃費はわずか9.3L/100kmとなっている。オープン時の最高速度は267km/h。
ボクスターS ブラックエディション
2011年1月のジュネーブショーで発表されたボクスターSの限定モデル。ボクスタースパイダーのパワーユニットが搭載され、ボクスターSより最高出力は10PS高い320PS/7,200rpm、最大トルクは10Nm上回る370Nm/4,750rpmとなっている。その他の変更点としては、リアサイドエアインテークグリル、ツインテールパイプ、ロールオーバーバー、シフトレバー（PDKではセレクターレバー）のトリムストリップなどのブラック塗装仕上げ、ステンレススチール・ドアエントリーガード（Black Editionロゴ入り）などがある。987台の限定生産のうち日本での販売台数は25台となっており、2011年3月1日から予約が開始された。6MT771万円、7PDK818万円。

## 3代目 981型（2012年 - 2016年）

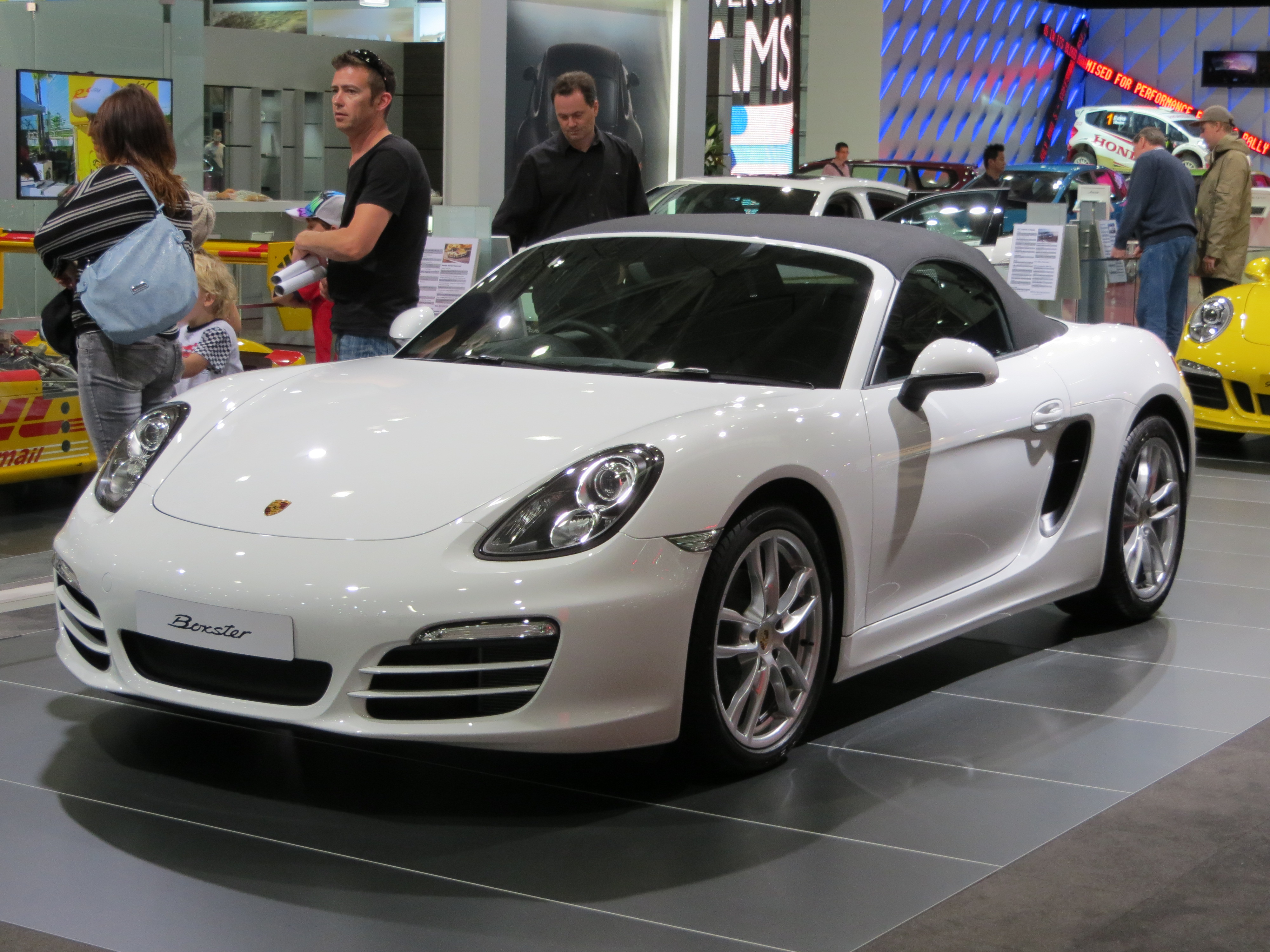
2012年981型ボクスター

2012年3月8日のジュネーブモーターショーで3代目となる981型ボクスターが発表された。これまでのボクスターと同様に、911の991型と多くのパーツを共用している。シャシの47%がアルミニウム化された。センタートンネル付近にはマグネシウム合金も使用され、静的ねじれ剛性が40%向上している。ホイールベースは987と比較すると60mm延長され、フロントトレッドを40mm、リアトレッドも18mmワイド化された。全長は32mm長くなり全高は13mm低くなった。重量は987型に対してボクスターが25kg軽量化され1310kg（MT仕様）、ボクスターSが35kg軽量化され1320kg（MT仕様）となっている。
外観の大きな変更は、やや角型となったランプ類とコンバーチブルリッドが廃止された幌、拡大されたサイドの空気取り入れ口である。サイドの空気取り入れ口はドアを含めた彫りの深いデザインに変更され、実効面積も拡大された。これはドアが991と共用でなくなったので可能になったデザインである。コンバーチブルリッドが廃止された幌はシステム全体で12kg軽量化され、幌の開閉も987型と比べて迅速化され9秒で可能となった。人力によるロック解除〜ロックの動作も不要となった。フロントガラスは100mm前側に移動され、それに伴いダッシュボードの面積が広くなっている。
エンジンは、ボクスターが987型に対して200cc縮小された2.7 L水平対向6気筒となった。排気量は縮小されたが、強度が上がったピストンの採用により圧縮率が高められ、最高出力は10PSアップした265PS/6,700rpm、最大トルクは280Nm/4,500-6,500rpmとなった。ボクスターSの排気量は従来どおり3.4 Lのままだが、最高出力は5PSアップの315PS/6,700rpm、最大トルクは360Nmになった。トランスミッションは6速MTと7速PDKが用意され、911に用意された7速MTは重量増を避けるため採用されなかった。
燃費対策として、ボクスター初の電動式パワーステアリングが採用され、アイドリングストップ機能も搭載された。またPDK仕様の車両には、空走時にクラッチを切ってエンジンをアイドリング状態にする省エネ機構が導入された。これらの工夫によりボクスターのMT仕様の燃費は8.2 L/100kmと、987型と比較して12.8%の改善を実現した。
室内空間は前後方向に25mm増とされており居住性は改善している。ボクスターSのニュルブルクリンク北コースのラップタイムは7分58秒を記録し、987型ボクスターSより12秒速い。幌の構造を改善したことにより幌を閉めた状態での静粛性も改善している。ただしフロントガラスの変更に伴い、室内への風の巻き込みは987型より悪化している。オプションで搭載できるPASMについては、電子制御ダンパーのセンサーが、991の場合と同じく2個から4個に増やされ、より細かい制御ができるようになった。リヤ側のトランクは987型と比較して、大幅に狭くなった。これはデザインの変更によるものである。リヤウイングは987型と同じく可動式であるが、より効果の大きなデザインに変更された。

### ボクスターGTS
330PSを発揮する3.4リットルエンジンを搭載したボクスター。日本市場へは2014年春に導入された。PASM等が標準装備され、車高も10mm下げられた。詳細はケイマンGTSに準じる。

### ボクスター スパイダー

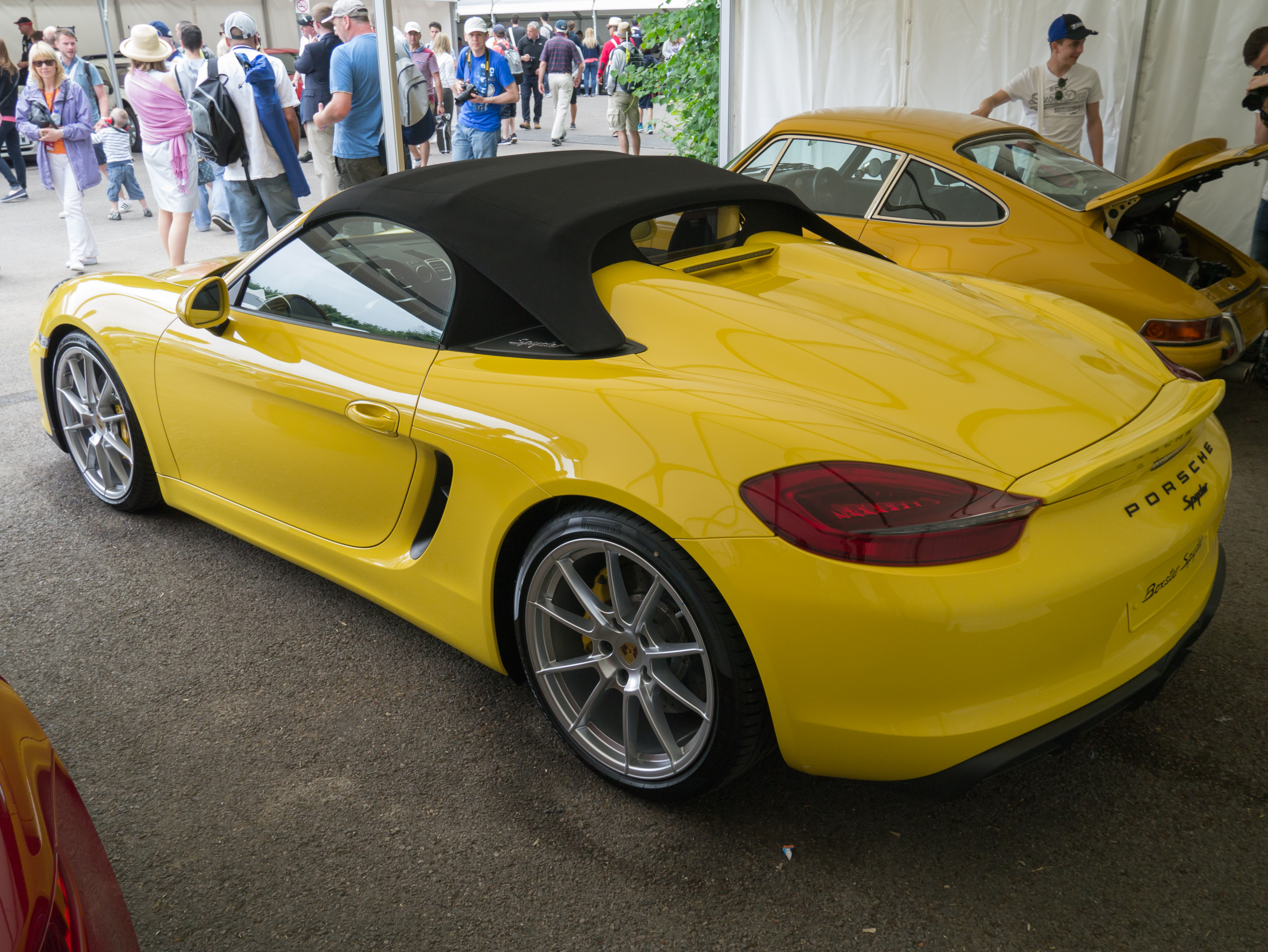
2015年型ボクスター スパイダー

ソフトトップ開閉機構が“非自動化”となり、装備の見直しも含めて1315kgに軽量化された。日本では2015年4月15日に予約受注が開始され、車両価格は1012万円とされた。エンジンは「911カレラS」用の3.8Lユニットを前後逆にして搭載した。最高出力は10ps低くなったが、ピークパワーの発生位置は700回転低い位置となった。日本仕様では標準にスポーツシートが搭載されたが、オプションでカーボン製のフルバケットシートも選択できた。トランスミッションは6速MTのみの設定。純粋なスポーツカーとしての走りを追求するために電子制御式可変減衰力ダンパー“PASM”の採用は見送られた。サスペンションはボクスターGTSのサスペンションをベースにして、スタビライザーやスプリングを強化したものが装着された。ブレーキについても「911カレラS」用のブレーキが流用され、ダイナミックエンジンマウントやトルクベクタリングも標準採用された。パワステのギアもバリアブルギアレシオである「911ターボ」から同じ物が導入された。

## 4代目 718ボクスター 982型（2016年 - ）
2015年12月10日、982型ボクスターが発表された。車名は718ボクスターと変更された。なおケイマンも718ケイマンと新たな車名となった。エンジン出力による差別化をしなくなったため、ケイマンとボクスターの上下関係は逆転され、ボクスターがケイマンの上位機種という位置づけになった。エンジンは水平対向4気筒ターボエンジンとなり、2.0 Lと2.5 Lモデルが用意され、それぞれ300馬力、350馬力とされた。